# 齋藤雅巳
齋藤 雅巳（さいとう まさみ、1946年 - ）は、日本の登攀家。群馬県立館林高等学校山岳部（ワンゲル設立）、獨協大学山岳部（群馬県人初の海外登山遠征）、獨協大学山岳部OB会、元館林山岳会々員。

## 来歴
1946年生まれ。1969年、ヨーロッパアルプスへ遠征。1969年5月、ドロミテ・アルプス（イタリア東部アルプス）、チヴェッタ北壁ゾレダールート、チマ・グランデディラバレド北壁、スーパーディレッティシマルートを登攀。当時これは世界第2登、日本人初の記録であった。6月にフランスアルプス（西部アルプス）、エイギュード・ミディ南壁、レビューファールート・コンタミンルートを回り、7月にグランドジョラス北壁、ウォーカーバットレスを登攀。世界単独第2登となった。ドロワット北壁、直登ルートに赴き、こちらは日本人初の登攀記録となった。8月にドリュ南西岩稜、ボナッティピラールート、マッターホルン北壁を回り、アイガー北壁に挑戦するも、第二氷田の取付にて雪崩、天候悪化のため断念した。
1997年12月、栃木県岩舟町と葛生町の境にある藤坂峠付近の岩場再開拓に取り掛かる。2000年5月、高さ50m、幅100mのロッククライミングゲレンデ『藤坂ロックガーデン』が完成。

## 主な夏期登攀記録（1964年〜1968年）
- 谷川岳、一ノ倉沢、烏帽子奥壁、中央カーテンルート・変形チムニールート・凹状ルート
- コップ状岩壁、緑ルート・雲表ルート
- 衝立岩正面壁、雲稜ルート・第二雲稜ルート・ダイレクトルート・岳人ルート
- 谷川岳、幽ノ倉沢、中央壁・左フェイスルート・右フェイスルート
- 南アルプス・北岳バットレス、第四尾根～中央稜連続登攀
- 北アルプス・穂高岳屏風岩東壁、雲稜ルート・緑ルート・東稜ルート・第一ルンゼ
- 前穂高岳東稜、右岩稜ルート・Dフェイス都立大ルート
- 北尾根四峰正面壁、北条・新村ルート・松高ルート

その他、富士山登頂4回

## 主な冬期登攀記録
- 穂高屏風岩東稜　北尾根正面松高ルート ―　前穂高東壁、Dフェイス田山ルートの連続登攀
- 黒部丸山東壁、緑ルート
- 谷川岳、一ノ倉沢、滝沢リッヂルート
- 谷川岳、烏帽子沢奥壁凹状ルート～衝立岩正面壁第二雲稜ルートの連続登攀

その他、富士山登頂3回を含め、谷川岳・北アルプスを中心に冬期登攀、縦走あり。

## 関連書籍
- 別冊山と渓谷『Rock & Snow』1998年秋冬号, 山と渓谷社